# 氢弹
氢弹，屬於核武器中热核武器的一种。主要利用氢的同位素（氘、氚）的核融合反应所释放的能量来进行杀伤破坏，属于威力强大的大规模杀伤性武器。中華人民共和國、美利堅合眾國、俄羅斯聯邦、大不列颠及北爱尔兰联合王国、法蘭西共和國是公認擁有熱核武器的国家。目前氢弹的工程設計與製造氫彈的構形設計為被聯合國五大常任理事國列為最高機密。

## 概要
氢弹的設計细節處於嚴格保密狀態，氢弹的构型一直是五大联合国安全理事会常任理事国的最高機密。然而其基本原理已被公眾廣泛得知。在接近三十年的时间里，这个方案的基本特征都作为国家机密秘而不宣。它的特征包括
1. 将核弹的爆炸分成两个阶段，一个是用于引发次级核爆的初级核爆，另一个就是威力更大的次级核爆。
2. 透过初级核弹中核裂变产生的X射线，对次级核弹进行压缩，这个过程称为对次级核弹的辐射内爆。
3. 在内压缩以后，透过次级核弹内部的裂变爆炸对次级核弹进行加热。

由于这个设计方案使用氢同位素聚变反应来产生中子，它被认为是氢弹的秘密。然而，在绝大多数应用中，它的毁灭性的能量都是来自于铀的核裂变，而不是氢的核聚变。最初，这个方案用于数百万吨当量的热核武器，但是由于它也非常适用于小型核武器，中、美、英、蘇俄基本上是使用此方案，但在工程设计與製造氢弹的構形设计為五大常任理事国私藏，被列為最高機密。

### 原理
热核武器的基本原理与太阳等恒星相似，利用核聚变产生能量，但其反应不受控，瞬间释放全部能量。在目前的应用阶段，就其原理来说，它不是「纯净」的核融合武器；确切的说，它应该叫「三相弹」，也称作“氢铀弹”。

### 氢弹原材料
目前的氫彈需要由原子彈的核分裂產生的超高溫來引發核融合反應，單純使用核融合反應的氫彈還是假想階段。要完成一顆氫彈的核融合材料，主要有氘、氚、氘化锂-6。另外，氫彈常見原料也可以是鉛、鈾-235、鈽、鈹、鈾-238。

### 爆炸过程
氢铀弹的爆炸过程大致是：核裂变—核聚变—核裂变，因此又称为“三相弹”。它的核装料中，最外部是铀-238外壳，里面包裹着一个氢弹，氢弹内部又有一个用于引爆氢弹的原子弹。它的特点是，借由核聚變产生的大量中子轰击铀-238，使铀-238发生裂变反应。这种氢铀弹的威力非常大，放射性尘埃多，所以是一种“骯髒”的核武器，但是其具有空前绝后的爆炸威力。

## 歷史

### 美國
1950年1月，美国总统杜鲁门决定研制氢弹。氢弹的研究工作由匈牙利籍猶太裔科学家愛德華·泰勒领导。愛德華·泰勒被称为美國氫彈之父。1951年泰勒在佔有烏拉姆的一個創新構想，並將其開發成第一個可行的爆炸當量達百萬噸級氫彈設計。烏拉姆及泰勒的貢獻成為後來的泰勒-烏拉姆設計方案。利用原子弹促进爆炸时产生的高温，使氘发生核融合反应。
1951年5月，氢弹原理试验准备工作就緒，试验弹代号乔治，在太平洋上的恩尼威托克岛试验场进行。极其笨重（达62吨）的试验装置放在60余米的钢架上，装置以液态氘作为核融合原料，并有冷却系统使氘处于极低温。试验证明爆炸威力大大超过原子弹。
1952年11月1日又一个氢弹试验装置「常春藤麥克」在太平洋的埃內韋塔克環礁上爆炸。该装置高6米，直径为1.8米，重达65吨，看上去像大暖瓶，爆炸威力达1000万吨TNT当量。相当于广岛型原子弹的500倍。「常春藤麥克」体积比一辆载重汽车还大，它必须装有笨重的制冷系统，这样的装置飞机、导弹都无法运载，没有什么实战价值。
1954年，美国的第一颗实用型氢弹在比基尼岛试验成功。

### 蘇聯
1953年8月，苏联宣布氢弹试验成功，当量40万吨。其方案是采用锂的一种同位素锂─6和氘的化合物──氘化锂作核燃料。氘化锂是固体，不需冷却压缩，制作成本低、体积小、重量轻、便于运载。这种氢弹称为「乾式」氢弹，所以蘇聯是第一個成功把氫彈實用化的國家。
1955年，沙哈諾夫留在薩羅夫主導研發並設計製造出蘇聯首枚百萬噸級氫彈，并于1961年进一步成功試爆有史以來破壞力最大的核武器——沙皇炸彈，爆炸當量超過5,000萬噸。安德烈·德米特里耶維奇·沙哈諾夫被称为蘇聯氫彈之父。

### 英國
英国原本打算与美国合作研制氢弹，但美国拒绝技术共享，使得英国决定自行研制氢弹。1952年英国采取飓风行动，在澳大利亚蒙泰貝洛群島试爆原子弹，取得成功。后於1957年5月15日（Operation Grapple）正式拥有氢弹。

### 中國
中国氫彈之父于敏率領的研製團隊于1966年12月28日成功地进行氢弹原理试验，当量30万吨。1967年6月17日由飞机空投的330万吨当量的氢弹试验获得成功，中国氢弹试验成功亦被认为是中國对苏联的一次反击。

### 法國
法国在美国曼哈頓計劃協助下核技術亦有長足進展，於1968年8月也拥有了氢弹(老人星计划)。

### 朝鲜
朝鲜在2016年1月和2017年9月两次声称氢弹爆炸试验成功。